# Rhabdochona fujii
Rhabdochona fujii är en rundmaskart. Rhabdochona fujii ingår i släktet Rhabdochona och familjen Thelaziidae. Inga underarter finns listade i Catalogue of Life.